# Lümanda
Lümanda (em estoniano:  Lümanda vald) é um município rural estoniano localizado na região de Saaremaa.